# Andreas Pichler
Andreas Pichler (Bolzano, 10 de agosto de 1967) es un director de cine documental, autor y productor y italiano.

## Biografía
Tras titularse en la Escuela de Cine y Televisión ZeLIG de Bolzano, estudió cine y cultura en la Universidad de Bolonia y Filosofía en la Universidad Libre de Berlín. Profesionalmente Andreas Pichler ha elegido el campo de los documentales televisivos y cinematográficos. Muchas de sus obras, en las que interviene como autor, director y/o productor, han sido coproducidas por diferentes canales de televisión europeos como Zweites Deutsches Fernsehen (ZDF), ARTE, ARD, Radiotelevisión Italiana (RAI), Radiodifusión Austriaca (ORF) y Radio televisión pública de Finlandia (YLE), y han sido presentadas internacionalmente. Actualmente (2019) Andreas Pichler trabaja como director y productor en Italia, Alemania y Austria.
En 2004 ganó el Premio Grime, uno de los más prestigiosos del cine documental de Alemania, por Call me Babylon y, cuatro años más tarde, fue nominado para el mismo premio. Finamente, en 2009, ganó el Premio Franco-Alemán de Periodismo como autor y director de Europe for Sale.